# Flávio Presídio
Flávio Presídio (em latim: Flavius Praesidius) foi um aristocrata romano do final do século V, ativo no Reino Ostrogótico durante o reinado do rei Teodorico, o Grande (r. 474–526). Nada se sabe sobre ele, exceto que em 494 teria exercido a função de cônsul posterior no Ocidente ao lado do cônsul anterior Flávio Túrcio Rúfio Aproniano Astério.